# Kurt Becker (Landrat)
Kurt Becker, auch Curt Becker, (* 1910 in Düsseldorf; † nach 1944) war ein deutscher Landrat.

## Leben
Becker legte am 19. Juni 1936 die große Staatsprüfung ab und trat in den Staatsdienst ein. Später wurde er zum Regierungsrat ernannt. Als solcher wurde ihm im Juli 1941 das Amt des Landrats im Landkreis Blachstädt kommissarisch übertragen. Mit Wirkung vom 1. Mai 1942 übernahm er offiziell die Funktion des Landrats in Blachstädt im Regierungsbezirk Oppeln. Im Januar 1945 erfolgte seine Versetzung als Landrat in den Landkreis Samter. Mit dem Ende des Krieges verliert sich seine Spur.